# Układ regulacji (automatyka)

## Sterowanie
Sterowanie polega na takim oddziaływaniu na dany obiekt, aby osiągnąć określony cel. Samo sterowanie nie wiąże się zwykle bezpośrednio z wydatkiem energii, związane jest natomiast z pewną informacją w postaci sygnału. Natomiast efekt sterowania może wiązać się ze zmianami energii albo przemianami materii, szerzej to ujmując – ze zmianami stanu (właściwości) obiektu. Obiekt, na który oddziałuje się podczas sterowania, nazywany jest obiektem sterowania.
W układzie sterowania wyróżnia się co najmniej: obiekt sterowania i element sterujący, czyli sterownik – może to być regulator automatyczny albo inny czynnik, zwykle ludzki, jak to ma miejsce w przypadku sterowania ręcznego.
Sterowanie może być więc realizowane przy pomocy człowieka – sterowanie ręczne lub za pomocą specjalnie skonstruowanego urządzenia (sterownika, regulatora) – sterowanie automatyczne. W przypadku sterowania automatycznego układ sterowania nazywany jest układem sterowania automatycznego choć słowo automatycznego często traktowane jest domyślnie i przez to pomijane. Termin układ automatyki jest w zasadzie synonimem terminu układ sterowania automatycznego, jednak w żargonie technicznym lepiej uwypukla, że chodzi o zespół elementów (urządzeń automatyki) biorących udział w sterowaniu.

## Układy otwarte i zamknięte
Sterowanie może odbywać się w różnych układach. W ogólności można wyróżnić trzy rodzaje układów sterowania:
- z otwartą pętlą sprzężenia, czyli bez sprzężenia (tzw. układ otwarty)
- ze sprzężeniem w przód
- ze sprzężeniem zwrotnym, czyli ze sprzężeniem w tył (tzw. układ zamknięty)
  - dodatnim lub
  - ujemnym;
  - od wyjścia obiektu sterowania (podejście częściej spotykane w klasycznej teorii sterowania, która operuje modelami wejścia-wyjścia) lub
  - od stanu obiektu sterowania (podejście wygodniejsze w nowoczesnej teorii sterowania, która operuje modelami stanów układu).

Sterowanie w układzie otwartym jest sensowne tylko wówczas, gdy dla danych sygnałów sterujących możemy przewidzieć odpowiednio dokładnie powstające skutki sterowania. Takie sterowanie w wielu zastosowaniach jest skuteczne i wystarczające. W praktyce jednak na układ sterowania (sterowany obiekt i sterownik) oddziałują zakłócenia zewnętrzne, ponadto sam obiekt sterowany wykazuje pewną zmienność (przez co ewentualny jego opis albo model nie jest zwykle dokładny). Dlatego też, aby poprawić skuteczność sterowania, w takich warunkach wprowadza się do układu sprzężenie. Pewną poprawę sterowania (czasami wystarczającą) daje już sprzężenie w przód, ale znacznie lepsze efekty przynosi zastosowanie sprzężenia zwrotnego (najczęściej jest to sprzężenie zwrotne ujemne).
Wadą układów z ujemnym sprzężeniem zwrotnym jest jednak konieczność pojawienia się zakłóceń na wyjściu sterowanego obiektu, by zostały zauważone, a następnie skompensowane przez regulator. Dlatego w przypadku mierzalnych sygnałów zakłóceń lepsze efekty daje, wraz z zamkniętą pętlą od wartości sterowanej, sterowanie w otwartej pętli od zakłóceń (sprzężenie w przód).

### Przykład
Przykładem układu z otwartą pętlą sprzężenia może być układ kierowania samochodu (ręcznego bez wspomagania elektrycznego) – system taki nie ma dostępu do dodatkowego źródła zasilania i nie dostosowuje się do zmieniającego się oporu związanego z kierunkiem skręcenia kół; kierowca musi odpowiednio reagować bez pomocy z układu sterującego.
Natomiast jeśli działa w tych okolicznościach sterowanie elektryczne, to ma ono dostęp do sterowanego dodatkowego źródła zasilania, które uzależnione jest od prędkości silnika. Gdy kierownica jest skręcona, zawór jest otwarty, co pozwala cieczy znajdującej się pod ciśnieniem na obrócenie kół samochodu. Czujnik monitoruje ciśnienie, dzięki czemu zawór otwiera się tylko tyle, by mogła nastąpić korekcja ciśnienia, która wpłynie na mechanizm obrotu kół. Jest to układ sterowania ze sprzężeniem w przód, w którym wyjście układu, czyli zmiana kierunku jazdy samochodu nie odgrywa żadnej roli (zobacz też sterowanie predykcyjne).
Jeśli w rozważanym układzie uwzględni się ponadto kierowcę, to jego działania (obserwacja kierunku jazdy i kompensacja zejścia z pożądanego kursu jazdy poprzez skręty kierownicą) stanowiły będą sprzężenie zwrotne. W takim przypadku opisywany układ staje się układem sterowania ze sprzężeniem zwrotnym.
Warto przy tym zauważyć, że różne rodzaje układów mogą być zagnieżdżone (w sobie), a cały układ można w ogólności potraktować jak czarną skrzynkę.

## Sterowanie a regulacja
Regulacja jest w zasadzie synonimem sterowania, jednak w języku polskim, ściśle rzecz biorąc, odróżnia się te dwa terminy i o regulacji mówi się tylko wówczas, gdy sterowanie zachodzi w układzie zamkniętym z pętlą sprzężenia zwrotnego (w domyśle ujemnego) – a układ taki nazywa się układem regulacji (sterownik w takim układzie jest regulatorem, a cały układ z automatycznym regulatorem nazywa się układem regulacji automatycznej). W takim sensie sterowanie jest pojęciem szerszym, a regulacja – pewnym rodzajem sterowania, czyli pojęciem węższym. Takie rozróżnienie nie występuje na przykład w języku angielskim, gdzie w różnych kontekstach używany jest jedynie termin control (co znaczy między innymi: sterowanie, regulacja).

## Układy regulacji

### Schemat układu regulacji
Układ regulacji składa się z elementu porównującego (sumator), regulatora, elementu wykonawczego (np. zawór, siłownik), obiektu sterowania oraz układu pomiarowego (np. czujnik, przetwornik).
Element porównujący oblicza różnicę między wartością sygnału zadanego w(t) a wartością sygnału zwrotnego v(t) otrzymaną poprzez układ sprzężenia zwrotnego z sygnału wyjściowego y(t) otrzymaną z układu pomiarowego w sterowanym obiekcie. Otrzymany w układzie sumującym sygnał e(t), zwany uchybem, jest przekazywany do regulatora, który przekształcając go w sygnał sterowania u(t) do elementu wykonawczego, który oddziałuje na obiekt podając sygnał na jego wejście u*(t) (tzw. wymuszenie). Na regulowany obiekt działać mogą zakłócenia {\displaystyle z(t).}

### Opis układów regulacji
W odniesieniu do układów regulacji, mówi się o ich analizie i syntezie oraz o modelowaniu, symulacji i identyfikacji.
Formułując model matematyczny układu regulacji, stosuje się wielkości: zmienne i parametry. Dla układów regulacji (obiektów, członów, elementów) określa się zwykle wejścia, wyjścia i ewentualnie ich stan.
Najprostszy opis układów (obiektów, członków, elementów) regulacji to opis typu wejście-wyjście (w postaci odpowiedniego równania różniczkowego, transmitancji lub całki splotowej).
Alternatywą jest opis za pomocą równań stanu, które w odróżnieniu od opisu typu wejście-wyjście ujmują w sobie także opis stanu układu. W przeciwieństwie do opisu typu wejście-wyjście opis równaniami stanu nie jest jednoznaczny.
Za klasyczny uchodzi opis z wykorzystaniem transmitancji operatorowej. Transmitancja w przeciwieństwie do równań stanu zakłada domyślnie zerowy stan początkowy. Określa ogólne własności stacjonarnego układu liniowego, ale tylko o jednym wejściu i jednym wyjściu. Dla układu wielowymiarowego o n wejściach i m wyjściach można określić m × n transmitancji wiążących każde wyjście z każdym wejściem jednak w praktyce opis układów wielowymiarowych za pomocą transmitancji nie jest wygodny. Transmitancją nie można też opisać układów nieliniowych i układów niestacjonarnych. W porównaniu z opisem typu wejście-wyjście opis równaniami stanu daje dużo więcej informacji o modelowanym obiekcie, o jego sposobie funkcjonowania, o tym co się dzieje wewnątrz obiektu. Z powyższych względów w nowoczesnej teorii sterowania popularność zyskał opis z wykorzystaniem równań stanu, którym można opisać układy nieliniowe, układy niestacjonarne i który lepiej nadaje się do opisu układów wielowymiarowych.
W przypadku układów dyskretnych równania różniczkowe, transformata Laplace’a, transformata Fouriera (stosowane dla układów ciągłych) zastępowane są odpowiednio przez równania różnicowe, transformatę Z i dyskretną transformatę Fouriera. Również równania stanu przybierają dla układów dyskretnych odpowiednią postać dyskretną.
W przypadku układów stochastycznych do opisu wykorzystuje się pojęcia z zakresu teorii estymacji i teorii filtracji. Ponadto dla układów, których działanie jest zakłócane sygnałami losowymi, stosuje się szerszą klasę modeli układów dynamicznych, do której zaliczyć można model AR, model ARMA i model ARMAX.
W przypadku układów o parametrach rozłożonych stosuje się równania różniczkowe cząstkowe. Układów o parametrach rozłożonych nie można opisać równaniami stanu ani macierzą transmitancji. W przypadku stacjonarnym do układów tych można stosować opis transmitancyjny.
Poniższa tabela przedstawia jakie opisy (modele) można stosować dla odpowiednich układów:
| Typ układu/opis                                          | Równania stanu | Transmitancja operatorowa | Macierz transmitancji |
| -------------------------------------------------------- | -------------- | ------------------------- | --------------------- |
| Układ liniowy, stacjonarny, o parametrach skupionych     | tak            | tak                       | tak                   |
| Układ liniowy, niestacjonarny, o parametrach skupionych  | tak            | nie                       | nie                   |
| Układ liniowy, stacjonarny, o parametrach rozłożonych    | nie            | tak                       | nie                   |
| Układ liniowy, niestacjonarny, o parametrach rozłożonych | nie            | nie                       | nie                   |

### Opis złożonych układów regulacji
Do opisu układów regulacji, w których można wyróżnić elementarne składowe obiekty (człony), stosuje się zazwyczaj opisy graficzne: schematy blokowe i grafy przepływu sygnałów.

### Człony układów regulacji
W układzie regulacji można wyróżnić następujące człony: człon proporcjonalny, człon całkujący, człon różniczkujący, człon inercyjny, człon całkujący z inercją, człon różniczkujący z inercją, człon opóźniający, człon oscylacyjny. W członach tych parametrami są czas różniczkowania, czas całkowania, stała czasowa, stała opóźniająca i wzmocnienie układu.
W odniesieniu do regulatorów człony te wchodzą odpowiednio w skład: regulatora P, regulatora I, regulatora PI, regulatora PD i regulatora PID.

### Charakterystyki układów regulacji (lub ich członów)
Wyróżnia się:
- charakterystyki statyczne i charakterystyki dynamiczne

oraz
- charakterystyki czasowe i charakterystyki częstotliwościowe.

Korzystając z odpowiednich charakterystyk, przeanalizować można między innymi stan nieustalony i stan ustalony.
Analizę układów regulacji prowadzi się też, badając przebiegi linii pierwiastkowych.

### Własności układu regulacji
Z układami regulacji związane są takie pojęcia jak osiągalność, sterowalność, stabilizowalność, odtwarzalność, obserwowalność, wykrywalność.

### Jakość sterowania w układzie regulacji
W dobrze zaprojektowanym układzie regulacji wartość uchybu w stanie nieustalonym powinna być jak najmniejsza (zob. też przeregulowanie, czas regulacji, czas narastania), natomiast w stanie ustalonym powinna być równa 0 (zob. też uchyb ustalony, układ astatyczny).
W przypadku układów optymalnych dąży się najczęściej do optymalizacji (minimalizacji lub maksymalizacji) pewnej miary (wskaźnika jakości, kryterium sterowania) przy spełnieniu pewnych ograniczeń.
Oczekuje się też często, że układ regulacji będzie niewrażliwy na zmiany parametrów i zakłócenia oraz krzepki (odporny).

### Klasyfikacja układów regulacji
1. Rozróżnienie ze względu na przyjęty cel sterowania
  1. Układy stabilizacji (układy regulacji stałowartościowej) – w procesie regulacji mają za zadanie utrzymać stałą (w czasie) wartość wielkości wyjściowej mimo zmian wielkości wejściowej i działających na układ zakłóceń.
  2. Układy śledzące (nadążne) – działają w taki sposób, aby sygnał wielkości wyjściowej nadążał za zmianami wielkości wejściowej, tzn. aby {\displaystyle y(t)=w(t).} Zmiany sygnałów wejściowych nie są znane ani przewidywalne: są losową funkcją czasu. Układy te są również nazywane serwomechanizmami.
  3. Układy programowalne – są odmianą układów śledzących z tą różnicą, że sygnał wejściowy {\displaystyle w(t)} jest z góry określoną (znaną) funkcją czasu.
  4. Układy optymalne – struktura i parametry regulatora określone są na podstawie obliczonego ekstremum przyjętego wskaźnika jakości (tzw. kryterium kosztów), a sygnał sterujący optymalizuje ten wskaźnik. Sterowanie optymalne zasadniczo ma charakter dynamiczny (to znaczy dotyczy podejmowania decyzji w odniesieniu do pewnego przedziału czasu). Przykładem takiego układu może być układ sterowania ciągiem silników tak, aby samolot osiągnął określony pułap, przy minimalizacji wskaźnika jakości, którym jest zużycie paliwa.
  5. Układy przełączające – regulacja odbywa się na zasadzie załączania lub wyłączania odpowiednich urządzeń procesu w odpowiedniej kolejności (sekwencji), a rolę regulatora pełni najczęściej układ logiczny. Rozróżnia się dwie grupy układów: kombinacyjne i sekwencyjne. Układy kombinacyjne to takie, w których stan sygnałów wyjściowych w danej chwili zależy tylko od stanu sygnałów wejściowych w danej chwili. Układy sekwencyjne to takie, w których stan sygnałów wyjściowych w danej chwili zależy od stanu sygnałów wejściowych w danej chwili oraz od stanu sygnałów wyjściowych w chwili poprzedniej.
2. Rozróżnienie ze względu na sposób działania algorytmu sterowania (lub regulatora)
  1. Układy regulacji kaskadowej – w regulacji kaskadowej dwa regulatory pracują tak, że jeden z nich steruje nastawami drugiego.
  2. Układy regulacji ekstremalnej – układy, w których wielkości regulowane przybierają wartości ekstremalne (maksymalne lub minimalne), ale raz dobrane nastawy regulatora (wartość zadana) nie mają zastosowania w całym zakresie zmienności parametrów regulowanego obiektu i dlatego trzeba je korygować na bieżąco. Poszukiwanie ekstremum odbywa się bezpośrednio na obiekcie (co odróżnia takie układy od układów adaptacyjnych, gdzie poszukiwanie ekstremum odbywa się na modelu).
  3. Układ regulacji z modelem – układy z algorytmem uwzględniającym model referencyjny.
  4. Układy adaptacyjne – układy mające zdolność do samoczynnego nastrajania parametrów (np. układu pomiarowego lub regulatora) do zmieniających się parametrów obiektu lub występujących zakłóceń, w tym:
    1. układy sterowania dualnego
    2. układy ze sterowaniem powtarzalnym
    3. układy sterowania z uczeniem iteracyjnym.

  5. Układy regulacji odpornej – w porównaniu ze sterowaniem adaptacyjnym, metodyka sterowania odpornego jest statyczna; nie polega więc na adaptacji regulatora do zmian w pomiarach, regulator projektowany jest do pracy z założeniem, że pewne zmienne będą nieznane ale, na przykład ograniczone.
  6. Układy stochastyczne – sterowanie stochastyczne przypomina w pewnym sensie sterowanie odporne z tym, że w sterowaniu stochastycznym zakłada się, że choć pewne zmienne będą nieznane (niepewne), to znane są ich opisy stochastyczne (na przykład dane są gęstości prawdopodobieństwa lub można je estymować); w układach stochastycznych występują wielkości przypadkowe (losowe), stosuje się estymację (zob. też teoria estymacji, estymator, regresja) w tym: filtrację (zob. filtr Wienera i filtr Kalmana), predykcję i wygładzanie; przeciwieństwem układów stochastycznych są układy deterministyczne, w których sygnały są zdeterminowanymi funkcjami czasu.
3. Podział ze względu na liniowość układu
  1. Układy liniowe – można je opisać za pomocą równań liniowych algebraicznych, różniczkowych, różnicowych lub całkowych. Układy liniowe spełniają zasadę superpozycji.
  2. Układy nieliniowe – układ zawierający przynajmniej jeden element nieliniowy jest układem nieliniowym. W praktyce każdy układ jest nieliniowy, lecz w przybliżeniu zakłada się jego liniowość lub linearyzuje się jego nieliniową charakterystykę. Robi się to, zwłaszcza gdy działanie procesu ogranicza się do niewielkiego obszaru wokół pewnego punktu pracy. Do analizy układów nieliniowych oprócz linearyzacji w punkcie pracy stosuje się między innymi metodę funkcji opisującej oraz analizę na płaszczyźnie fazowej, a do badania stabilności takich układów między innymi metody Lapunowa.
4. Podział ze względu na charakter sygnałów
  1. Układy ciągłe – wszystkie sygnały (wejściowe i wyjściowe) są funkcjami ciągłymi w czasie i mogą przybierać dowolną wartość z obszaru swojej zmienności (zob. sygnał ciągły, sygnał analogowy). Układy te opisuje się zwykle równaniami różniczkowymi.
  2. Układy dyskretne – układ jest dyskretny, jeżeli przynajmniej jeden jego sygnał ma charakter dyskretny, tzn. przyjmuje tylko określone wartości dla określonych argumentów (zob. sygnał dyskretny, sygnał cyfrowy). Układy takie opisuje się zwykle równaniami różnicowymi. Przy przetwarzaniu sygnałów ciągłych (analogowych) na dyskretne (cyfrowe) mamy do czynienia z próbkowaniem i kwantyzacją. Przy przetwarzaniu sygnału dyskretnego na ciągły należy pamiętać o twierdzeniu Kotielnikowa-Shannona i warunku Nyquista.
  3. Układy przejawiające w swym zachowaniu zarówno cechy układów ciągłych, jak i dyskretnych, nazywamy układami hybrydowymi.
5. Podział ze względu na charakter układu
  1. Układy statyczne (bezinercyjne) – wyjście w danej chwili czasu zależy tylko od wejścia (brak stanu nieustalonego). Układy te składają się tylko z elementów rozpraszających energię i opisuje się je równaniami algebraicznymi.
  2. Układy dynamiczne – układy, w których wyjście nie jest jednoznaczną funkcją wejścia i zależy dodatkowo od charakteru procesu przejściowego (inercyjności) i stanu układu w chwili początkowej. Opisuje się je równaniami różniczkowymi lub różnicowymi.
6. Podział ze względu na liczbę wejść i wyjść
  1. Układy o jednym wejściu i jednym wyjściu.
  2. Układy o wielu wejściach lub wielu wyjściach.
7. Podział ze względu na liczbę zmiennych niezależnych
  1. Układy jednowymiarowe.
  2. Układy wielowymiarowe.
8. Podział z uwagi na czasowy charakter parametrów
  1. Układy stacjonarne – parametry układu nie ulegają zmianie w czasie (lub ich zmiany są pomijalne).
  2. Układy niestacjonarne – parametry układu ulegają zmianie w czasie.
9. Podział z uwagi na przestrzenny charakter parametrów
  1. Układy o parametrach skupionych.
  2. Układy o parametrach rozłożonych.
10. Podział ze względu na zmienność struktury
  1. Układy o stałej strukturze – takie, które w czasie swojego działania nie zmieniają liczby sygnałów pomiędzy poszczególnymi członami.
  2. Układy o zmiennej strukturze – układy nie spełniające powyższej zasady.
11. Rozróżnienie (układów o złożonej strukturze) z uwagi na sposób realizacji sterowania
  1. Układy scentralizowane (w których regulator nadrzędny zbiera i wysyła sygnały sterujące do wielu urządzeń pomiarowych i wykonawczych).
  2. Układy zdecentralizowane (oparte na niezależnych od siebie regulatorach sterujących złożony obiekt sterowania).
  3. Układy rozproszone (oparte na regulatorach, które mogą wymieniać ze sobą informacje sterując złożonym obiektem sterowania) – nie należy mylić takich układów z komputerowymi rozproszonymi systemami sterowania, w których rozproszenie oznacza zasadniczo rozproszenie przetwarzania danych (przy jednoczesnym ujęciu wszystkich urządzeń sterowniczych w jeden system).
  4. Układy hierarchiczne koordynowane (oparte na regulatorach, które, sterując złożonym obiektem sterowania, mogą wymieniać ze sobą informacje poprzez układ koordynujący).
  5. Układy hierarchiczne jedno- i wielowarstwowe.
  6. Układy wieloagentowe – powstałe na bazie informatycznych systemów wieloagentowych.
  7. Układy sieciowe.